# Frey
Nordijski bog Frey (staronordijski Freyr) bog je plodnosti, mira i zadovoljstva među smrtnicima. Freyr je jedna od najvažnijih karika u Germanskoj mitologiji.  Zove se još i Yngvi. Iz božanske je skupine Vana. Sin je boga Njorda, brat božice Freyje. S divicom Gerd ima sina Fjolnera.
Jedan je od Vanir, sin Njorda i brat Freye. Nakon što je u Ragnaröku ostao bez oružja, ubio ga je div vatre Surtr
Posjedovao je tri dragocjenosti. Prva je čarobni mač koji se sam borio protiv neprijatelja, ali ga je dao svome slugi Skirniru da mu isprosi lijepu Gerd, kćer divova Gymira i Aurbode. Neki vjeruju da je to bila zavjera divova: da se Frey zaljubi u najljepšu ženu, Gerd, a oni tako od njega uzmu mač koji će oslabiti bogove pri Ragnaroku.
Preostale su mu još dvije dragocjenosti. Jedna je zlatni vepar Gullinborsti ili Slidrugtanni koji vozi njegova kola i osvjetljava put svojom sjajnom grivom. Njega su načinili patuljci Eitri i Brokk. 
Posljednja je dragocjenost brod Skidbladnir, najveći i najbolji brod, na koji su mogli stati svi bogovi, a u jedra bi mu uvijek puhao povoljan vjetar, a mogao je ploviti i po zemlji. Kada ne bi plovio, smotao bi ga poput maramice i stavio u džep. Skidblandir su napravili Ivaldijevi sinovi, također patuljci.
Freyev se konj zove Blodughofi, stan Alfheim. Ima i troje slugu: Skirnira, Byggvira i Beylu.
U Ragnaroku će ga poraziti Surt, vatreni div, koji će svojim mačem spržiti cijelu zemlju i tad će vjerojatno požaliti što je onako nesmotreno poklonio svoj čarobni mač.
Snorri Sturluson smatra da je Frey, to jest Yngvi,  izravni predak Ynglinga, švedskih drevnih vladara. 
Kao bog plodnosti, rukovodio je kišom i suncem i tako bio odgovoran za ljetinu. Bio je jedan od štovanijih, ako ne i najštovaniji bog u srednjovjekovnom nordijskom svijetu. Iako je uglavnom nemoguće sa sigurnošću reći koji je bog predstavljen pojedinim kipićima što su pronađeni arheološkim iskapanjima, proučavatelji se slažu da je bog s uzdignutim falosom upravo Frey, bog plodnosti.